# Standard ML
Standard ML (SML) – język programowania funkcyjnego powstały w 1990 roku jako pierwszy standard języka ML (ang. Meta Language). Twórcami SML-a byli Robin Milner, Mads Tofte i Robert Harper.
W 1997 roku powstał aktualny standard języka. Został on opracowany przez Milnera, Tofte i Harpera oraz Davida Mac Queeina.
Podobnym językiem jest OCaml.

## Przykładowy kod
Poniższy kod realizuje algorytm sortowania szybkiego:
<<.
```
 
val
 
filt
 
=
 
List
.
filter

 
fun
 
quicksort
 
<<
 
xs
 
=
 
let

   
fun
 
qs
 
[]
 
=
 
[]

     
|
 
qs
 
[
x
]
 
=
 
[
x
]

     
|
 
qs
 
(
p::xs
)
 
=
 
let

         
val
 
lessThanP
 
=
 
(
fn
 
x
 
=>
 
<<
 
(
x
,
 
p
))

         
in

           
qs
 
(
filt
 
lessThanP
 
xs
)
 
@
 
p
 
::
 
(
qs
 
(
filt
 
(
not
 
o
 
lessThanP
)
 
xs
))

         
end

   
in

     
qs
 
xs

   
end

```